# James Garner
James Scott Garner, achternaam oorspronkelijk Bumgarner, (Norman (Oklahoma), 7 april 1928 – Los Angeles, 19 juli 2014) was een Amerikaans acteur.
James was de zoon van Weldon Warren Bumgarner en Mildred Meek. Hij begon te werken in de koopvaardij toen hij 16 jaar was en nam deel aan de Koreaanse Oorlog. Daarna, in 1954, ging hij naar Broadway. In 1956 begon hij in films te spelen. Hij speelde samen met onder meer: Doris Day, Connie Stevens, Marlon Brando, Mary Tyler Moore, Kim Novak, Charles Bronson, Jack Lemmon, Katharine Ross, Bruce Lee, Sally Field, Audrey Hepburn, Shirley MacLaine, Steve McQueen, Shirley Jones en Lauren Bacall. Hij speelde in de jaren 60 en 70 vooral in westerns en was tot op hoge leeftijd actief in films.
In zijn geboortestad staat een bronzen standbeeld van hem.

## Filmografie (selectie)
- 1957: Sayonara
- 1957-1960: Maverick
- 1960: Cash McCall
- 1961: The Children's Hour
- 1963: The Great Escape
- 1963: The Thrill of It All
- 1963: Move Over, Darling
- 1964: The Americanization of Emily
- 1966: Grand Prix
- 1969: Support Your Local Sheriff!
- 1974-1980: The Rockford Files
- 1981-1982: Bret Maverick
- 1982: Victor/Victoria
- 1984: Tank
- 1985: Murphy's Romance
- 1992: The Distinguished Gentleman
- 1994: Maverick
- 1996: My Fellow Americans
- 1998: Twilight
- 2000: Space Cowboys
- 2001: Atlantis: De verzonken stad
- 2002: Divine Secrets of the Ya-Ya Sisterhood
- 2003-2005: 8 Simple Rules
- 2004: The Notebook
- 2006: The Ultimate Gift

- Bibsys: 99016017
- Biblioteca Nacional de España: XX1166793
- Bibliothèque nationale de France: cb138943160 (data)
- Catàleg d'autoritats de noms i títols de Catalunya: 981058515485606706
- CiNii: DA13931085
- Gemeinsame Normdatei: 123389267
- International Standard Name Identifier: 0000 0001 0939 0736
- Library of Congress Control Number: n84187243
- MusicBrainz: 659dfa64-3f08-4471-ae98-155f342d0069
- Nationale Bibliotheek van Tsjechië: pna2008444778
- Nationale bibliotheek van Australië: 35229689
- Nationale Bibliotheek van Israël: 987007459767905171
- Nationale Bibliotheek van Polen: a0000002869379
- Nederlandse Thesaurus van Auteursnamen: 071763309
- Istituto Centrale per il Catalogo Unico: MILV234020
- SNAC: w6ck005b
- Système universitaire de documentation: 061536865
- Trove: 873929
- Virtual International Authority File: 117989131
- WorldCat: E39PBJymxRQCjPMYhcGFPh9bh3